# Gabrielle Delacour
Gabrielle Delacour este un personaj fictiv din seria Harry Potter de J. K. Rowling interpretată de actrița Angelica Mandy.

## Descriere
Gabrielle Delacour este o fată blondă, cu ochii albaștri și scunduță.
Este sora mai mică a lui Fleur Delacour și a fost capturată pentru a doua probă a Turnirului Trivrăjitor. Trebuia să fie salvată din lacul înghetat în mai puțin de o oră pentru a nu muri, însa Fleur a fost descalificată așa că Harry a trebuit să salveze două persoane de la moarte. A reușit, iar Gabrielle și Fleur i-au rămas îndatorate pe viață.